# シシリウス2世
シシリウス2世（Sisillius II、ウェールズ語：Seisyllt map Kyhylyn）は年代記編纂者ジェフリー・オブ・モンマスの『ブリタニア列王史』に語られている、ブリトン人の伝説的王である。彼は紀元前373年頃に王権を握っていた。

## 伝説上の記録
シシリウス2世はグウィテリヌスとマルキアの息子であり、次の跡継ぎとして息子キナリウスがいた。
彼の父グウィテリヌス没後、シシリウス2世は7歳であったため、母マルキアが摂政として5年間統治を行った。母の死後、紀元前358年頃、彼は王位を継ぎ、6年間統治した。
彼の統治は長男キナリウス、そして次男ダニウスへ引き継がれた。

## 日本語文献
- 瀬谷幸男訳『ブリタニア列王史 : アーサー王ロマンス原拠の書』（南雲堂フェニックス、2007年）
- 瀬谷幸男訳『ブリタニア列王史——アーサー王ロマンス原拠の書』（筑摩書房、2025年）